# Skriet från vildmarken (musikalbum)
Skriet från vildmarken är den svenska industrimetalgruppen Raubtiers andra studioalbum. Musikalbumet gavs ut den 22 september 2010. Singlar från albumet är Världsherravälde och Lebensgefahr. Musikvideon till låten "Världsherravälde" regisserades av Bingo Rimér.

## Låtlista
1. Predator (03:11)
2. Himmelsfärdskommando (03:39)
3. Skriet från vildmarken (03:32)
4. Världsherravälde (03:58)
5. Lebensgefahr (03:42)
6. Hulkovius Rex (03:49)
7. Mordbrandsrök (04:05)
8. Lennart (03:05)
9. Inget är glömt (03:21)
10. Polarvargen (03:56)
11. Armageddon (02:41)
12. En hjältes väg (04:42)